# Peta Gaye Dowdie
Peta Gaye Dowdie (Jamaica, 18 de enero de 1977) es una atleta estadounidense de origen jamaicano, especializada en la prueba de 4 x 100 m, en la que llegó a ser medallista de bronce mundial en 1999.

## Carrera deportiva
En el Mundial de Sevilla 1999, representando a Jamaica, ganó la medalla de bronce en el relevo 4 x 100 metros, con un tiempo de 42.15 segundos, tras Bahamas y Jamaica, siendo sus compañeras de equipo: Aleen Bailey, Merlene Frazer y Beverly McDonald.